# Sam Strike
Samuel Harry "Sam" Strike (Southend-on-Sea, Essex, 18 de enero de 1994) es un actor inglés, más conocido por haber interpretado a Daniel Morgan en la serie M.I.High y a Johnny Carter en la serie EastEnders.

## Biografía
Es hijo de Martin Strike y Tracey Rowley-Strike, tiene una hermana menor llamada Poppy Grace Strike.

## Carrera
En el 2013 se unió al elenco de la sexta temporada de la serie M.I.High donde interpretó a Daniel "Dan" Morgan, un estudiante de "Saint Heart's" y espía del MI9, hasta el final de la serie en el 2014.
El 26 de diciembre del mismo año se unió al elenco principal de la popular serie británica EastEnders donde interpretó a 	Johnn "Johnny" Carter, el hijo de Mick Carter (Danny Dyer) y Linda Carter (Kellie Bright), hasta el 25 de diciembre de 2014, luego de que su personaje decidiera mudarse e irse de viaje con su novio Gianluca Cavallo.
En marzo de 2015 Sam se unió al elenco principal de la película estadounidense Leatherface, la cual fue la precuela de la película The Texas Chain Saw Massacre.
En 2016 apareció como invitado en la serie Silent Witness donde dio vida a David Hamilton, el hijo de Tony Hamilton (Dean Andrews) y Lydia Hamilton (Geraldine Somerville).
En diciembre del año 2018, se incorpora al elenco principal de la nueva serie de Syfy, Nightflyers, interpretando a Thale, un joven con habilidades de telepatía.

## Filmografía

### Series de televisión
| Año         | Título         | Personaje                      | Notas              |
| ----------- | -------------- | ------------------------------ | ------------------ |
| 2018        | Nightflyers    | Thale                          | 10 episodios       |
| 2016        | Silent Witness | David Hamilton                 | 2 episodios        |
| 2013 - 2014 | EastEnders     | Johnny Carter                  | 122 episodios      |
| 2014        | Give Out Girls | Luke                           | episodio "Hot Boy" |
| 2013 - 2014 | M.I.High       | Daniel Morgan                  | 26 episodios       |
| 2020 -      | The Dark Tower | Roland Deschain / el Pistolero |                    |

### Películas
| Año  | Título               | Personaje           | Notas                                                                    |
| ---- | -------------------- | ------------------- | ------------------------------------------------------------------------ |
| 2023 | The Boys in the Boat | Roger Morris        | junto a Joel Edgerton y Callum Turner                                    |
| 2017 | Leatherface          | Jackson/Leatherface | junto a Lili Taylor, Stephen Dorff, Vanessa Grasse y Julian Kostov       |
| 2015 | Bonded by Blood 2    | Dean Boshell        | junto a Terry Stone, Dani Dyer, Martin Delaney, Josh Myers y Mark Harris |

### Apariciones
| Año  | Programa      | Notas       |
| ---- | ------------- | ----------- |
| 2014 | Sports Relief | concursante |

## Premios y nominaciones
| Año  | Categoría     | Premio            | Serie      | Resultado |
| ---- | ------------- | ----------------- | ---------- | --------- |
| 2014 | Best Newcomer | Inside Soap Award | EastEnders | Nominado  |